# 湯本文彦
湯本 文彦（ゆもと ふみひこ、天保14年6月7日（1843年7月4日） - 1921年（大正10年）9月25日）は戦前日本の歴史家。鳥取藩尚徳館句読頭、宇倍神社権宮司、島根県松江中学校・師範学校長、鳥取県米子中学校長、京都市美術工芸学校教授、東京帝国大学史料編纂員主事、京都帝室博物館学芸委員。京都市参事会『平安通志』編纂委員会主事、池田侯爵家『鳥取藩史』編纂長。平安京の再現研究で知られる。

## 経歴

### 鳥取藩
天保14年（1843年）6月7日因幡国鳥取に鳥取藩士湯本信好の長男として生まれた。幼名は増之助。幼くして弟武彦と堀敦斎に儒学を学び、安達清風と交流した。
安政5年（1858年）3月11日藩学館温書司から教授助に進み、万延元年（1860年）3月11日句読方と改称、文久2年（1862年）8月22日句読方頭に進んだ。9月29日大小姓御雇となり、藩主の上京に随行し、年末安政の大獄犠牲者を祀る会合に出席し、文久3年（1863年）帰国し、1月26日句読頭に復帰した。2月18日上京し、4月10日孝明天皇の石清水八幡宮行幸において徳大寺公純随身を務めた。4月29日帰国し、9月7日浜坂台場警衛を命じられた。
元治元年（1864年）2月29日学校経義懸り討論方。7月3日長州藩御見舞使者として伊丹造酒之助に同行し、帰途上京し、7月28日池田徳定の帰国に随行した。8月21日退職後、12月9日句読頭に復帰し、慶応2年（1866年）3月15日から12月28日まで文場締役寮生懸りを兼務した。
明治元年（1868年）7月27日義衛隊二番組御雇。明治2年（1869年）10月27日総学局皇学寮中教正、11月18日大教正となり、皇学寮検査兼漢学寮詩文督促を兼ねたが、明治3年（1870年）8月29日廃校により退職した。

### 島根県
明治5年（1872年）8月24日宇倍神社権祢宜、1877年（明治10年）1月17日権宮司となり、1879年（明治12年）12月辞職した。
1879年（明治12年）11月島根県令境二郎に招かれ、1880年（明治13年）1月9日島根県庶務課修史御用係として県史編纂を引き受けたが、修史部の独立を訴え、8月10日修史科長兼秘書御用係となった。10月11日秘書科庶務を担当し、1882年（明治15年）2月14日学務課長を兼ねた。
1882年（明治15年）9月26日島根県松江中学校長兼・松江師範学校長を兼任し、1883年（明治16年）1月31日学校、12月24日県を退職した。1884年（明治17年）10月25日鳥取県米子中学校長兼二等教諭となったが、1886年（明治19年）8月19日中学校令により廃止された。

### 京都府

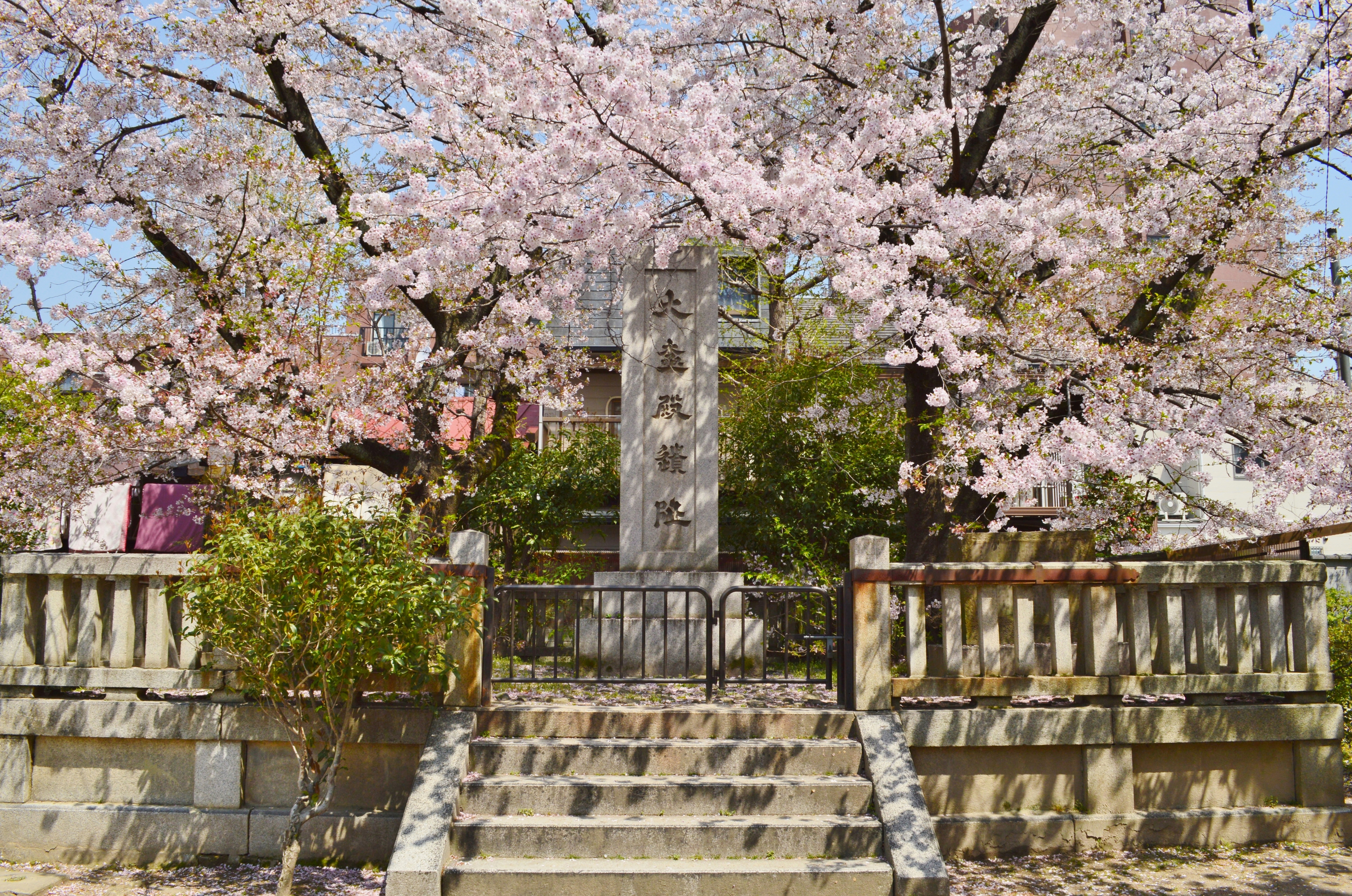
湯本文彦の比定による大極殿遺阯碑。1895年（明治28年）10月28日建立。上京区千本通丸太町上ル西側内野児童公園内。現在は南東の千本丸太町交差点付近に比定される。

1888年（明治21年）12月25日京都府雇として庶務課に勤務した。1894年（明治27年）2月2日京都府属となり、内務部第一課庶務掛、1895年（明治28年）4月2日第六課、1896年（明治29年）4月1日府知事官房内記掛を歴任し、1899年（明治32年）7月7日第一課社寺掛を兼務した。8月31日京都市美術工芸学校教授。
1902年（明治35年）4月5日府知事官房記録掛となり、6月11日宮内省京都帝室博物館書記を兼ね、9月26日美術工芸学校を退職した。1904年（明治37年）1月東京帝国大学史料編纂員、1905年（明治38年）8月22日史料編纂員主事、1909年（明治42年）4月20日京都帝室博物館学芸委員、1914年（大正3年）帝室博物館学芸委員。
1915年（大正4年）12月28日病気により退官した。1921年（大正10年）夏寝たきりとなり、9月25日上京区相国寺門前町632番地の自宅で死去し、1907年（明治40年）10月13日自ら選んだ愛宕郡下鴨村共同墓地に土葬された。

## 著書

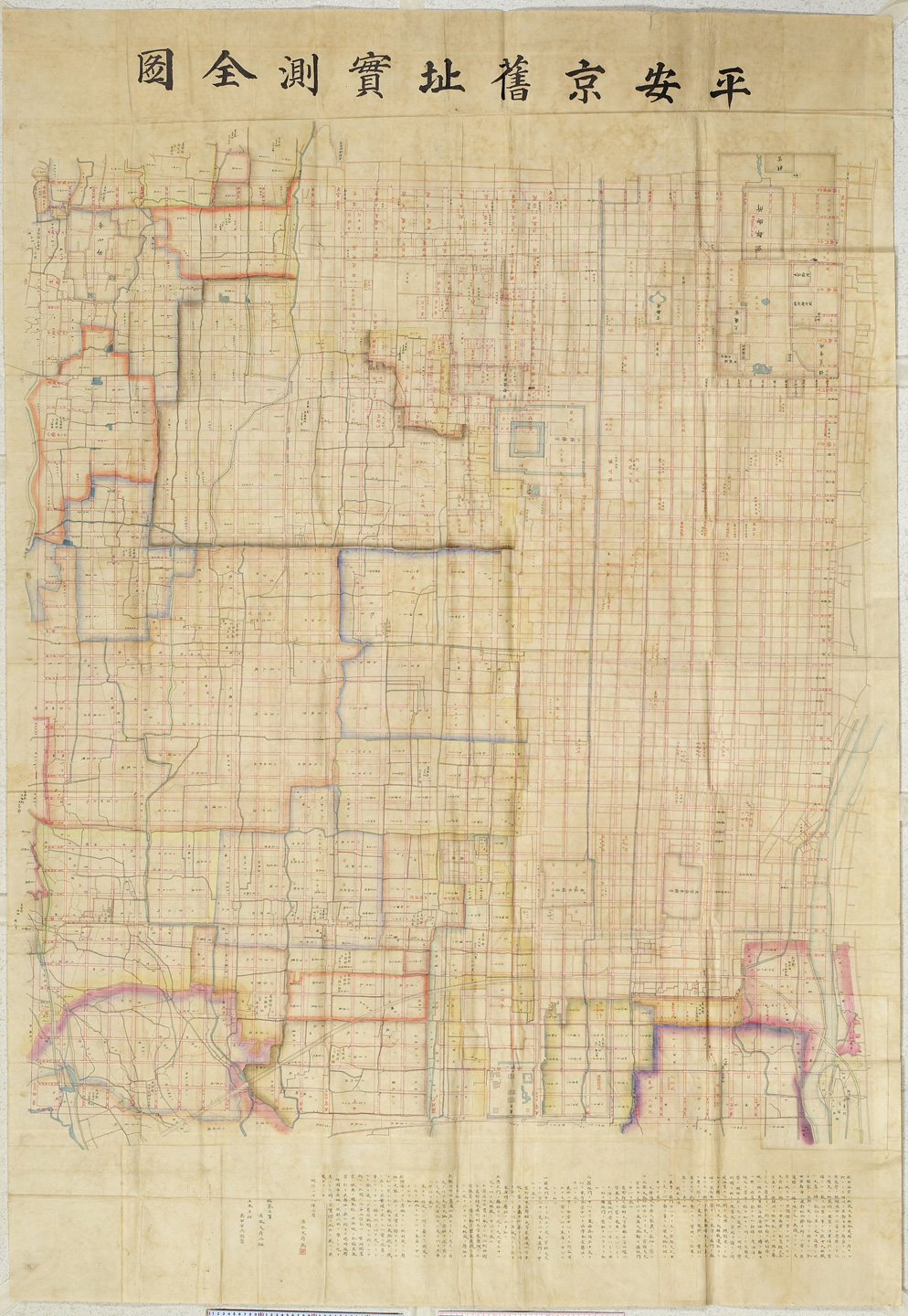
『平安通志』「平安京旧址実測全図」

- 1895年（明治28年） 『平安通志』[19]
1895年（明治28年）の平安遷都千百年紀念祭に向け、1892年（明治25年）10月15日田中勘兵衛を通じて「平安学年表略」編纂を依頼され[20]、1893年（明治26年）8月9日[10]『平安通志』編纂委員会主事兼編纂員となった[21]。東寺南大門と春日小路以北の堀川を基準に1/8,300京都市街図上に平安京を再現し、著名な寺社・邸宅の位置を比定したが、尺の長さや北磁極の変遷を考慮しなかったため、若干ずれが生じている[22]。
- 1899年（明治32年） 『和気公紀事』[23]
- 1902年（明治35年） 『京都府寺誌稿』
- 1902年（明治35年） 『京都小学三十年史』[24]
- 1907年（明治40年） 『京職沿革略考』[25]
- 1909年（明治42年） 『京華林泉帖』
- 1911年（明治44年） 『京都府愛宕郡村志』[26]
  - 1970年（昭和45年） 『洛北誌』として復刻[27]。
- 1911年（明治44年） 『日本政権競争史』
- 1933年（昭和8年）『鳥取藩史』
1909年（明治42年）12月足立正声・北垣国道の推挙で土肥謙蔵『鳥取藩史』の改訂を引き受け、京都にいながら編纂長として池田侯爵家東京市向島・鳥取市掛出町別邸の編纂事務所を監督し、世家・夫人伝・公族伝等を担当した[28]。1918年（大正7年）10月病気のため休職し、梶川栄吉に引き継がれた[29]。

## 遺稿
- 『鳥取藩史』編纂関係資料集 - 1958年（昭和33年）孫上野恵から鳥取大学に寄贈[30][31]。
- 湯本文彦関係資料 - 1976年（昭和51年）桐生市湯本絹子から鳥取県立博物館に寄託。『鉄宇筆籙』『芳邨舎拙稿』等[32]。
- 湯本文彦遺稿 - 京都市相国寺門前町上野務家所蔵。『鉄宇文稿』『墨囚文稿』『依嘱稿叢』等[33]。

## 栄典
- 1910年（明治43年）12月26日 勲八等瑞宝章[10]
- 1911年（明治44年）5月1日 正八位[10]
- 1915年（大正4年）10月1日 従七位[10]
- 1916年（大正5年）2月 勲七等瑞宝章[10]
- 1920年（大正9年）2月 勲六等瑞宝章[10]
- 1921年（大正10年）8月20日 正七位[1]

## 先祖
1. 湯本六郎兵衛 - 鳥取藩歩行[34]。
2. 湯本小平次（平蔵、市郎左衛門、弥十郎） - 町横目、蔵目付、中小姓[34]。
3. 湯本政之助（平三郎） - 児小姓[34]。
4. 湯本又次郎（弥十郎、太郎兵衛） - 中小姓、祐筆、銀札場目付[34]。
5. 湯本又三郎（六郎兵衛） - 中小姓、表小姓、近習[34]。
6. 湯本又三郎（廉五郎、信好）[34]

## 家族
- 父：湯本信好 - 堀嘉房次男。鳥取藩財務官僚[34]。
- 母：なか – 湯本六郎兵衛長女[21]。
- 弟：湯本武彦 - 勤王家[7]。
- 妻：すず – 1928年（昭和3年）8月1日没[1]。
- 三女：幸（ゆき） - 1956年（昭和31年）5月18日没[1]。
- 婿養子：良造 – 1933年（昭和8年）5月25日没[1]。
- 孫：恵（めぐみ） - 国文学者上野務と結婚[1]。